# Conferentie van Teheran
De Conferentie van Teheran was een bijeenkomst tussen Jozef Stalin, Franklin Roosevelt en Winston Churchill die werd gehouden in de Sovjet-ambassade in Teheran, de hoofdstad van Iran, van 28 november tot 1 december 1943.
Het was de eerste oorlogsconferentie waarbij Stalin aanwezig was. Het doel van de besprekingen op deze conferentie was om de geallieerde strategie te bepalen tegen nazi-Duitsland. Hierbij stond de discussie om een tweede front in West-Europa te openen  centraal. Om Stalins hulp te behouden, offerden de westerse mogendheden de staten in oostelijk Europa op.
Er werden zowel militaire als politieke plannen gesmeed. De conclusies op de Conferentie van Teheran waren:
1. Een akkoord werd bereikt dat de partizanen in Joegoslavië moesten worden ondersteund door goederen, materiaal en militaire commandoacties.
2. Het werd gewenst geacht dat Turkije voor het einde van 1943 tot de Tweede Wereldoorlog zou toetreden aan de zijde van de geallieerden.
3. Indien Turkije de oorlog zou verklaren aan nazi-Duitsland, dan zou de Sovjet-Unie het land steunen.
4. De Britten en Amerikanen aanvaardden de annexatie van de Baltische staten en Bessarabië door de Sovjet-Unie.
5. Op aandringen van Stalin werden in een geheime clausule de nieuwe naoorlogse grenzen van Polen vastgesteld, dat wil zeggen langs de Oder-Neissegrens en de Curzonlijn. Dit zou voor Duitsland het verlies betekenen van Oost-Pruisen, Pommeren met Stettin en Silezië en ook de vrije stad Danzig. Op de conferentie van Jalta zou de kwestie slechts nog publiekelijk bevestigd worden.
6. Groot-Brittannië en de Verenigde Staten beloofden Stalin in de lente van 1944 troepen naar West-Europa te sturen. Concreet besprak men - op 30 november - dat Operatie Overlord zou worden gelanceerd in mei 1944, tegelijk met een militaire operatie tegen Vichy-Frankrijk (Zuid-Frankrijk).
7. Rusland zou de oorlog aan Japan verklaren na de oorlog in Europa.
8. De militaire leiders van de drie grootmachten beloofden voortaan in nauw contact met elkaar te staan.
9. Roosevelt en Stalin wilden Duitsland in talrijke kleine staten verdelen. Churchill pleitte voor een Zuid-Duitse Donau-federatie los van Pruisen. De definitieve regeling van het Duitse probleem werd naar later verschoven.
10. Iran, dat op dat moment was bezet door de Britten en de Sovjets, kreeg de belofte dat de bezettingsmachten na de oorlog weer zouden vertrekken. De Britten zegden ook een heronderhandeling van het olieverdrag toe.

Na afloop van de conferentie was Stalin de enige die zijn opwachting maakte bij de jonge Mohammad Shah, die zich geschoffeerd voelde door de Brit en de Amerikaan.